# Pedro Rímolo
Pedro Rímolo (bl. 1910er- und 1920er-Jahre) war ein italienischer Fußballspieler.

## Karriere
Der in der Abwehr eingesetzte Italiener Rímolo gehörte von 1914 bis 1919 und erneut von 1921 bis 1923 dem Kader Peñarols in der Primera División an. In diesem Zeitraum wurden die Aurinegros in den Jahren 1918 und 1921 jeweils Uruguayischer Meister. Sein Verein gewann in jenem Zeitraum zahlreiche weitere Trophäen. Dazu gehörten unter anderem der Triumph bei Copa Competencia sowie bei der Copa Competencia Internacional des Jahres 1916. Beim 3:1-Sieg über Nacional am 19. April 1916 im Rahmen der Einweihung von Las Acacias, mit dem man sich die Copa La Transatlántica sicherte, stand er allerdings nicht in der Startaufstellung. Auch sicherten sich die Montevideaner die Copa Albion in den Jahren 1917 und 1921, sowie die Copa de Honor und die Copa de Honor Internacional jeweils im Jahre 1918.
Rímolo war in Bezug auf seine Fähigkeiten ein zwar eher limitierter Spieler, verfügte jedoch aufgrund der Tatsache, dass er insbesondere in den Begegnungen gegen den Erzrivalen Nacional, den sogenannten Clásicos, immer gute Leistungen abrief, über einen großen Rückhalt bei der Fangemeinde.

## Erfolge (Auswahl)
- Uruguayischer Meister (1918, 1921)
- Copa Competencia (1916)
- Copa Competencia Chevallier Boutell (1916)
- Copa de Honor (1918)
- Copa de Honor Cousenier (1918)
- Copa Albion (1917, 1921)